# Urmar Tanda
Urmar Tanda là một thành phố và là nơi đặt hội đồng đô thị (municipal council) của quận Hoshiarpur thuộc bang Punjab, Ấn Độ.

## Nhân khẩu
Theo điều tra dân số năm 2001 của Ấn Độ, Urmar Tanda có dân số 22.115 người. Phái nam chiếm 52% tổng số dân và phái nữ chiếm 48%. Urmar Tanda có tỷ lệ 74% biết đọc biết viết, cao hơn tỷ lệ trung bình toàn quốc là 59,5%: tỷ lệ cho phái nam là 77%, và tỷ lệ cho phái nữ là 71%. Tại Urmar Tanda, 11% dân số nhỏ hơn 6 tuổi.